# Sananduva (ort)
Sananduva är en ort i Brasilien.   Den ligger i kommunen Sananduva och delstaten Rio Grande do Sul, i den södra delen av landet, 1 400 km söder om huvudstaden Brasília. Sananduva ligger 655 meter över havet och antalet invånare är 9 601.
Terrängen runt Sananduva är huvudsakligen platt, men norrut är den kuperad. Runt Sananduva är det ganska glesbefolkat, med 27 invånare per kvadratkilometer.. Det finns inga andra samhällen i närheten.
Trakten runt Sananduva består till största delen av jordbruksmark.